# Samantha Hudson
Samantha Hudson   (Lleó, 11 de setembre de 1999) és una artista, cantant, actriu, celebritat d'internet i activista del col·lectiu LGBTI mallorquina d'origen lleonès. Es va donar a conèixer després de la controvertida publicació del tema «Maricón» l'any 2015, que va gravar com a projecte per a l'assignatura de Cultura Audiovisual del batxillerat. La cançó, acompanyada d'un vídeo publicat a la plataforma YouTube, va generar tant rebuig com aprovació pel públic, i va ser objecte de protestes per part d'organitzacions religioses i grups polítics conservadors.
Coneguda pel seu discurs provocatiu i descarat, Samantha combina l'activisme pro-LGBTI i la reivindicació social, sovint realitzats a través d'una performance transgressora dins d'una estètica camp i més enllà de les fronteres dels gèneres binaris.
A més de «Maricón», Samantha ha publicat altres peces audiovisuals com «Burguesa arruinada», «Super preñada» o «Dulce i bautizada». Així mateix, ha realitzat cameos en diverses sèries de televisió i és protagonista del documental biogràfic de 2018 Samantha Hudson, una historia de fe, sexo y electroqueer.

## Biografia
Samantha Hudson va néixer a Lleó l'any 1999, tot i que va traslladar-se d'infant a Mallorca. Quan tenia 11 anys, va passar per una etapa de ferma devoció cap a l'església catòlica, encara que més tard es frustraria davant el seu discurs anti-LGBT. Amb 13 anys, Iván creia ser dona transgènere, i va ser precisament experimentant amb les diferents concepcions de gènere que va acabar descartant aquesta idea. En una entrevista a El País afirmà que «[a aquella edat] m'agradava la meva aparença quan encaixava en un paper femení […] Simplement volia ser així».
L'any 2017, després de graduar-se de batxillerat, es va mudar a Barcelona amb l'objectiu de viure de la música. Durant la seva experiència a la ciutat comtal, va tenir un accident per una caiguda mentre s'enfilava per pujar a un balcó, pel qual va haver de ser ingressat a l'hospital durant diverses setmanes.
L'any 2018 va realitzar una petició a Change.org perquè el cadàver del dictador Francisco Franco fos traslladat a casa seva després de l'exhumació. Aquell mateix any, es va traslladar a Madrid.
Des de principis de 2019 fins al 2021, va realitzar una performance setmanal en una sala de concerts de Chueca, sovint juntament amb Paco Clavel. Des del març d'aquell mateix any, realitzà un espectacle al Teatre Lara de Madrid anomenat Eutanasia Deluxe, amb la cultura trash com a eix de la seva actuació. Més tard portà la seva obra a altres ciutats com ara València i Barcelona.
Amb motiu de l'Orgull LGTB de 2020 a Madrid, posteriorment cancel·lat per la pandèmia de COVID-19, va participar en la campanya de conscienciació #ProtégeteDelOdio, juntament amb altres figures públiques com Carla Antonelli o Eduardo Rubiño. A la fi d'aquell mateix any, va iniciar la publicació d'una sèrie de podcasts produïts per la plataforma de streaming Netflix juntament amb l'expresentador Jordi Cruz sota el títol ¿Sigues ahí?.
El febrer de 2021, va realitzar una intervenció en forma de monòleg a la gala dels Premis Feroz en què reivindicava l'abandonament del gènere mitjançant un símil amb el progressiu abandonament del gènere cinematogràfic. La seva estètica ha estat sovint definida com a trash i comparada amb les obres del director John Waters.
En el pla polític s'identifica com «anticapitalista i marxista». En diverses entrevistes i en un article publicat el 2020 per a la revista Vice, s'autodefineix com a «transformista» i «travesti de guàrdia les 24 hores».
Posteriorment, l'any 2021 va publicar «Dulce y Bautizada», un senzill en el qual col·labora amb altres artistes com Chenta Tsai. En una entrevista posterior per a La Vanguardia, Samantha va declarar «fer referència als seus començaments». Com a «Maricón», en el vídeo Samantha torna a recórrer a l'estètica religiosa, amb elements eclesiàstics i referències a l'educació catequista. El juny d'aquest mateix any publicà «Disco Jet Lag», un senzill en el qual col·laboren La Prohibida i també Putochinomaricón.

### «Maricón» i controvèrsia
A l'edat de 15 anys, el 2015, se li va encarregar un treball per a l'assignatura de cultura audiovisual del seu institut d'educació secundària Josep Maria Llompart de Palma. Iván decidí llavors crear una cançó amb videoclip en què critica l'església catòlica i la seva posició respecte a la diversitat sexual utilitzant llenguatge explícit. La cançó, titulada «Maricón», va ser publicada a YouTube a l'octubre del 2015. Més tard declararia en una entrevista que, per produir la cançó, es va inspirar en una experiència en una visita a l'església, durant la qual es va sentir rebutjat per les mirades d'uns feligresos. Com a part de la feina que se li havia assignat, va rebre una qualificació de 9 sobre 10 per part de la seva professora, però va ser igualment sotmesa a revisió davant un claustre de professors. En aquest, tots els professors van reafirmar el seu suport a la feina, exceptuant el docent de l'assignatura de religió, que va prendre la decisió de mobilitzar-se per protestar davant la seva publicació. El professor, que es va queixar més tard en una entrada del seu blog davant la forma «insistent i reiterativa» de Samantha de mostrar la seva «mariconeria», es va enfrontar a la resta de companys de l'institut, que insistien que el treball era «simplement impecable». Finalment, aquest professor va acabar per fer una trucada d'atenció a la resta de la comunitat catòlica. El vídeo va ser més tard retirat temporalment de la plataforma.
La diputada per Ciutadans al Parlament Balear, Olga Ballester, va qualificar el vídeo de «blasfem» i es va queixar davant la inacció del govern balear. L'organització ultraconservadora Hazte Oír, per la seva banda, va realitzar una recollida de 48.000 signatures demanant una actuació disciplinar contra la professora. En conseqüència de la publicació de «Maricón», Iván va ser excomunicat pel bisbe de Mallorca.

## Discografia

### Àlbums recopilatoris
- Los Grandes Éxitos de Samantha (2019)

### Senzills
| Títol                                     | Any  |
| ----------------------------------------- | ---- |
| «Maricón»                                 | 2015 |
| «Super Preñada»                           | 2016 |
| «Burguesa Arruinada»                      | 2017 |
| «Seguro de moto»                          | 2019 |
| «Hazme el favor (vente conmigo a bailar)» | 2020 |
| «Dulce y Bautizada»                       | 2021 |
| «Disco Jet Lag» (amb La Prohibida)        | 2021 |

## Filmografia

### Cinema
| Any  | Títol                                                    | Personatge   | Director        | Notes                 |
| ---- | -------------------------------------------------------- | ------------ | --------------- | --------------------- |
| 2018 | Samantha Hudson, una historia de fe, sexo y electroqueer | Ella mateixa | Joan Porcel     | Pel·lícula documental |
| 2021 | Una Navidad con Samantha Hudson                          | Ella mateixa | Alejandro Marín |                       |

### Televisió
Sèries
| Any  | Títol             | Personatge    | cadena      | notes                                           |
| ---- | ----------------- | ------------- | ----------- | ----------------------------------------------- |
| 2017 | Mai neva a ciutat | Ella mateixa  | IB3         | Episodi: «Fantasmes de la vella escola»         |
| 2020 | Veneno            | Bibliotecària | Atresplayer | Episodi: «Los tres entierros de Cristina Ortiz» |

Programes
| Any       | Títol                       | Cadena          | Notes        |
| --------- | --------------------------- | --------------- | ------------ |
| 2018      | Las uñas                    | Atresplayer     | Convidada    |
| 2020-2021 | ¿Sigues ahí?                | Youtube Netflix | Presentadora |
| 2021      | Paca te lleva al huerto     | Atresplayer     | Convidada    |
| 2021      | Alguna pregunta més?        | TV3             | Convidada    |
| 2021      | MasterChef Celebrity España | TVE             | Concursant   |
| 2021      | Drag Race España            | Atresplayer     | Convidada    |